# Capitano di 1ª classe
Capitano di 1ª classe (russo: капитан 1-го ранга; traslitterato: kapitan pervogo ranga) è un grado militare usato nelle marine militari russe: la Marina imperiale, la Marina Sovietica e la Marina della Federazione Russa e in numerose marine di stati nati dopo la dissoluzione dell'Unione Sovietica, oltre che della marina bulgara e della marina albanese.

## Storia
Nella gerarchia della marina russa il grado è superiore a капитан 2-го ранга (capitano di 2º rango) e inferiore a contrammiraglio (контр-адмирал; traslitterato: kontr-admiral) ed è omologo al grado militare di colonnello delle altre Forze armate della Federazione Russa e al grado di capitano di vascello della Marina Militare Italiana.
Nella Marina dell'Impero russo il grado ha avuto questa denominazione dal 1751 in avanti e in precedenza capitano di vascello (капитан корабля; traslitterato: kapitan korablja) tra il 1701 e il 1713 e tra il 1732 e il 1751.
Dopo la rivoluzione russa il grado nella Flotta Rossa degli operai e dei contadini ha avuto la denominazione di comandante di vascello (командир корабля; traslitterato: komandir korablja) tra il 1918 e il 1925 e di comandante di vascello di 1º rango (командир корабля 1-го ранга; traslitterato: komandir korablja 1-go ranga) tra il 1925 e il 1935, quando la denominazione del grado tornò ad essere capitano di 1º rango, che però andò a ricoprire il ruolo che dal 1918 al 1935 era stato di comandante di brigata navale  (командир бригады кораблей; traslitterato: komandir brigady korablej, abbreviato: kombrikor), che aveva sostituito nel 1918 il grado di contrammiraglio. Dal 1940, con ll ripristino del grado di contrammiraglio, il grado di capitano di 1º rango tornò ad essere riservato ai comandanti di vascello.

## Il Grado nelle Marine post sovietiche
Il Grado è presente nelle Marine dell'Azerbaigian, del Kazakistan, del Turkmenistan, dell'Ucraina, dell'Uzbekistan, Stati nati dalla dissoluzione dell'Unione Sovietica e nelle Marine albanese e bulgara, Stati socialisti che hanno fatto parte del Patto di Varsavia.

## Immagini
Evoluzione del distintivo di grado
Il distintivo di grado attuale di capitano di 1ª classe della Marina Militare russa dal 2010 è uguale a quello della Marina Militare Sovietica dal 1955 al 1991 e della stessa Marina Militare della Federazione russa dal 1991 al 1994.
| Grado                                  | РИФ                        | РИФ                       | Флот Российской Республики | Voenno-morskoj flot SSSR | Voenno-morskoj flot SSSR | Voenno-morskoj flot SSSR   | Voenno-morskoj flot SSSR   | Voenno-morskoj flot Rossijskoj Federacii        | Voenno-morskoj flot Rossijskoj Federacii        | Voenno-morskoj flot Rossijskoj Federacii      | Voenno-morskoj flot Rossijskoj Federacii   | Voenno-morskoj flot Rossijskoj Federacii     |
| Distintivo per paramano Controspallina | безрамки                   | безрамки                  | безрамки                   |                          |                          | альт=                      |                            |                                                 |                                                 |                                               |                                            |                                              |
|                                        | Contraspallina (1904—1917) | controspallina (dal 1917) | Paramano (1917)            | Paramano (1918—1935)     | Paramano (1935—1991)     | Contraspallina (1943—1955) | Contraspallina (1955—1991) | Contraspallina Uniforme di servizio (1991—1994) | Contraspallina Uniforme di servizio (1994—2010) | Contraspallina Uniforme ordinaria (1994—2010) | Contraspallina Uniforme estiva (1994—2010) | Contraspallina Uniforme ordinaria (2010 ⇒ …) |

Distintivo di grado nella marine post sovietiche

Kapiten Rangut I (Albania)[3]
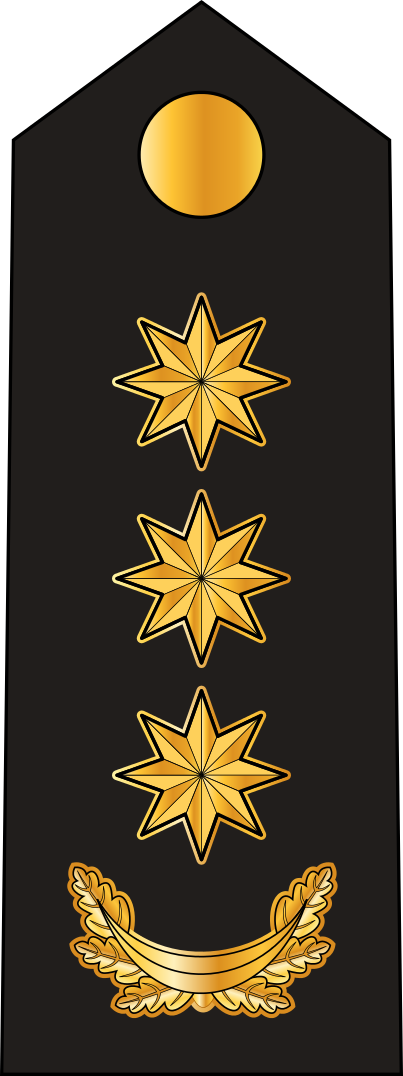
Birinci dərəcəli kapitan (Azerbaigian)
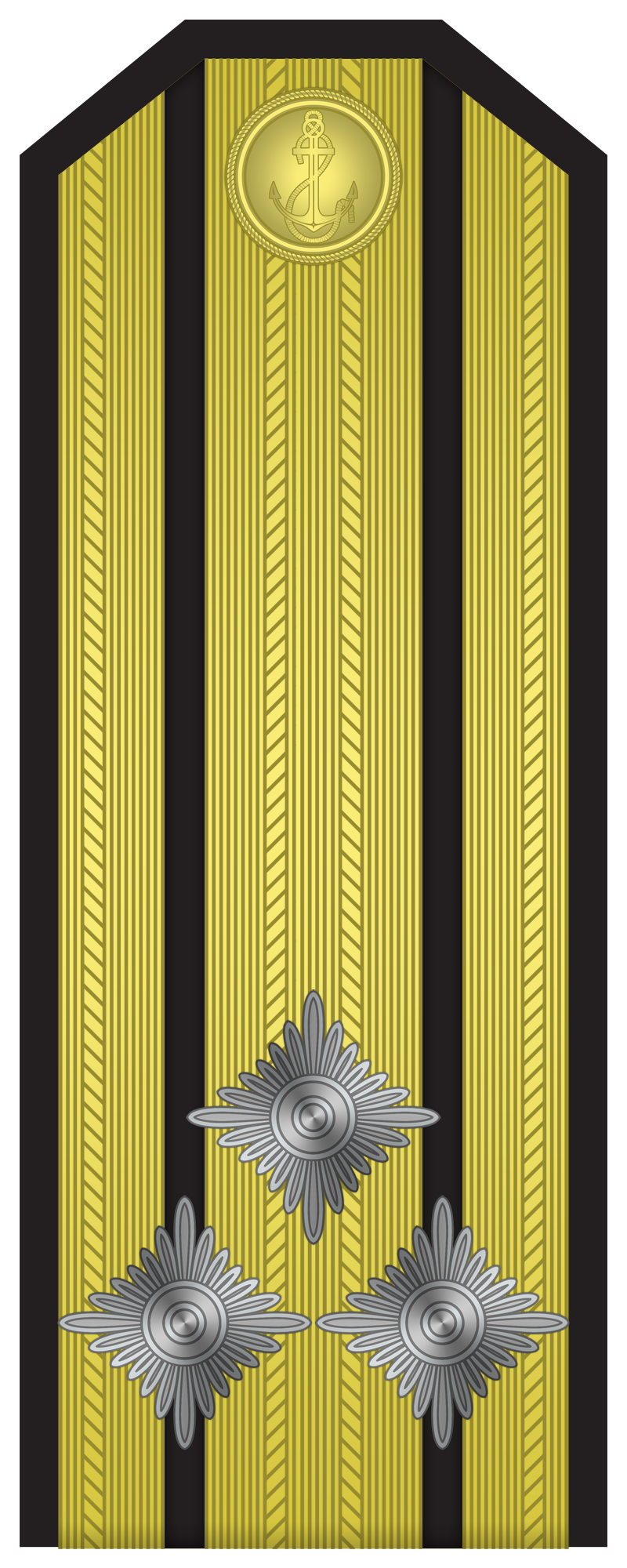
Капитан I ранг Kapitan I rang (Bulgaria)
Бірінші дәрежелі капитан Birinşi därejeli kapïtan (Kazakistan)[6]
1-nji derejeli kapitan (Turkmenistan)[7]
Капітан I рангу Kapitan I ranhu (Ucraina)[8]
I rang kapitani (Uzbekistan)[9]